# Arnold Hauser
Arnold Hauser (n. 31 martie 1929, Brașov, județul Brașov, Regatul României – d. 31 decembrie 1988, București, Republica Socialistă România) a fost un scriitor român de etnie germană.

## Biografie
Arnold Hauser s-a născut în data de 31 martie 1929, la Brașov, în județul Brașov, Regatul României.
A învățat meseria de lăcătuș practicând această meserie până în 1951.
În perioada 1951-1960 a lucrat ca redactor tehnic la ziarul Neuer Weg. Totodată a urmat liceul la seral și a luat bacalaureatul.
A fost membru al PMR, iar din 1965 membru al PCR.
În anul 1952, s-a căsătorit cu Hedi Hauser.
Între anii 1960 și 1985, a lucrat ca redactor șef adjunct la revista Neue Literatur, iar începând din 1985 a devenit redactor șef al revistei, funcție deținută până la moartea sa din 1988. Aici i-au apărut primele texte de proză scurtă.
În data de 3 iulie 1968, la București, a avut loc la Comitetul Central al Partidului Comunist Român, Consfătuirea oamenilor de cultură de minoritate germană cu Nicolae Ceaușescu, unde a participat și Arnold Hauser și soția sa, Hedi Hauser. În1968, Ceaușescu a vrut să inițieze un schimb de opinii privind construirea noii societăți socialiste. În această perioadă, numită de comentatori din vestul Europei „perioada de desgheț” (în germană „Tauwetter-Periode”) mulți intelectuali, scriitori români și minoritari au intrat în Partidul Comunist Român.
Scrierile lui Hauser au un pronunțat caracter autobiografic. Opera sa cuprinde povestiri, schițe și un roman.
Sunt cunoscute însă și unele texte politice scrise de Arnold Hauser ca de exemplu: Devotament și fermitate, în volumul „Omagiu” dedicat lui Nicolae Ceaușescu cu ocazia aniversării sale de 55 de ani. sau „Vollkommene Dankbarkeit” (în română „Mulțumire deplină”) în antologia „Ehrung des Präsidenten Ceaușescu. Schriftsteller und Kulturschaffende melden sich zu Wort“. (în română Omagiu Președintelui Ceaușescu. Scriitori și oameni de cultură au cuvântul).
Arnold Hauser a fost membru al Uniunii Scriitorilor din România, iar în anul 1974, a primit premiul pentru proză al Uniunii Scriitorilor din România.
A decedat în data de 31 decembrie 1988, la vârsta de 59 de ani.

## Lucrări (selecție)
- Kerben, București 1962
- Eine Tür geht auf, București 1964
- Leute die ich kannte, București, 1965
- Der fragwürdige Bericht Jakob Bühlmanns, roman, București, 1968
- Neuschnee im März. Bukarest 1968.
- Unterwegs, București, 1971.
- Examen Alltag, București, 1974
- Der Fischteich, Berlin 1980

## Traducere
- Simion Pop: Der heitere Friedhof (Cimitirul vesel), București 1972.

## Prezent în antologii
A fost inclus în antologia bilingvă Scriitori germani din România de după 1945, apărută în 2012 la Editura Curtea Veche